# FA Cup 1906/07
Der FA Cup 1906/07 war die 36. Austragung des The Football Association Challenge Cup (meist als FA Cup bekannt).
Der Pokalwettbewerb startete mit der Qualifikation zwischen dem 22. September 1906 und dem 8. Dezember 1906. Die Hauptrunde begann anschließend ab dem 12. Januar 1907 und endete mit dem Finalspiel im Crystal Palace in London am 20. April 1907 vor einer Kulisse von offiziell 84.584 Zuschauern. Sieger des Wettbewerbs wurde zum zweiten Mal The Wednesday aus Sheffield. Unterlegener Finalist war der FC Everton.

## Wettbewerb

### Erste Hauptrunde
| Datum           |                      | Ergebnis |                                |
| --------------- | -------------------- | -------- | ------------------------------ |
| 12. Januar 1907 | Blackburn Rovers     | 2:2      | Manchester City                |
| 12. Januar 1907 | Bolton Wanderers     | 3:1      | Brighton & Hove Albion         |
| 12. Januar 1907 | Bradford City        | 2:0      | FC Reading                     |
| 12. Januar 1907 | FC Brentford         | 2:1      | FC Glossop                     |
| 12. Januar 1907 | Bristol City         | 4:1      | Leeds City                     |
| 12. Januar 1907 | Bristol Rovers       | 0:0      | Queens Park Rangers            |
| 12. Januar 1907 | FC Burnley           | 1:3      | Aston Villa                    |
| 12. Januar 1907 | Burslem Port Vale    | 7:1      | Irthlingborough Town           |
| 12. Januar 1907 | Burton United        | 0:0      | New Brompton                   |
| 12. Januar 1907 | Crewe Alexandra      | 1:1      | Accrington Stanley             |
| 12. Januar 1907 | Derby County         | 1:1      | FC Chesterfield                |
| 12. Januar 1907 | FC Everton           | 1:0      | Sheffield United               |
| 12. Januar 1907 | FC Fulham            | 0:0      | Stockport County               |
| 12. Januar 1907 | Gainsborough Trinity | 0:0      | Luton Town                     |
| 12. Januar 1907 | Grimsby Town         | 1:1      | Woolwich Arsenal               |
| 12. Januar 1907 | Lincoln City         | 2:2      | FC Chelsea                     |
| 12. Januar 1907 | FC Liverpool         | 2:1      | Birmingham City                |
| 12. Januar 1907 | FC Middlesbrough     | 4:2      | Northampton Town               |
| 12. Januar 1907 | FC Millwall          | 2:0      | Plymouth Argyle                |
| 12. Januar 1907 | Newcastle United     | 0:1      | Crystal Palace                 |
| 12. Januar 1907 | Norwich City         | 3:1      | Hastings & St. Leonards United |
| 12. Januar 1907 | Nottingham Forest    | 1:1      | FC Barnsley                    |
| 12. Januar 1907 | Notts County         | 1:0      | Preston North End              |
| 12. Januar 1907 | Oldham Athletic      | 5:0      | Kidderminster Harriers         |
| 12. Januar 1907 | Oxford City          | 0:3      | FC Bury                        |
| 12. Januar 1907 | FC Portsmouth        | 2:2      | Manchester United              |
| 12. Januar 1907 | The Wednesday        | 3:2      | Wolverhampton Wanderers        |
| 12. Januar 1907 | FC Southampton       | 2:1      | FC Watford                     |
| 12. Januar 1907 | AFC Sunderland       | 4:1      | Leicester Fosse                |
| 12. Januar 1907 | Tottenham Hotspur    | 0:0      | Hull City                      |
| 12. Januar 1907 | West Bromwich Albion | 1:1      | FC Stoke                       |
| 12. Januar 1907 | West Ham United      | 2:1      | FC Blackpool                   |

#### Wiederholungsspiele
| Datum           |                      | Ergebnis |                      |
| --------------- | -------------------- | -------- | -------------------- |
| 14. Januar 1907 | Queens Park Rangers  | 0:1      | Bristol Rovers       |
| 16. Januar 1907 | Accrington Stanley   | 1:0      | Crewe Alexandra      |
| 16. Januar 1907 | FC Chelsea           | 0:1      | Lincoln City         |
| 16. Januar 1907 | FC Chesterfield      | 1:1      | Derby County         |
| 16. Januar 1907 | FC Fulham            | 2:1      | Stockport County     |
| 16. Januar 1907 | Luton Town           | 2:1      | Gainsborough Trinity |
| 16. Januar 1907 | Manchester City      | 0:1      | Blackburn Rovers     |
| 16. Januar 1907 | Manchester United    | 1:2      | FC Portsmouth        |
| 16. Januar 1907 | New Brompton         | 0:0      | Burton United        |
| 16. Januar 1907 | Woolwich Arsenal     | 3:0      | Grimsby Town         |
| 17. Januar 1907 | FC Barnsley          | 2:1      | Nottingham Forest    |
| 17. Januar 1907 | Hull City            | 0:0      | Tottenham Hotspur    |
| 17. Januar 1907 | FC Stoke             | 2:2      | West Bromwich Albion |
| 21. Januar 1907 | FC Chesterfield      | 0:4      | Derby County         |
| 21. Januar 1907 | New Brompton         | 2:0      | Burton United        |
| 21. Januar 1907 | Tottenham Hotspur    | 1:0      | Hull City            |
| 21. Januar 1907 | West Bromwich Albion | 2:0      | FC Stoke             |

### Zweite Hauptrunde
| Datum           |                      | Ergebnis |                    |
| --------------- | -------------------- | -------- | ------------------ |
| 2. Februar 1907 | FC Barnsley          | 1:0      | FC Portsmouth      |
| 2. Februar 1907 | Blackburn Rovers     | 1:1      | Tottenham Hotspur  |
| 2. Februar 1907 | Bolton Wanderers     | 2:0      | Aston Villa        |
| 2. Februar 1907 | Bradford City        | 1:0      | Accrington Stanley |
| 2. Februar 1907 | FC Brentford         | 1:0      | FC Middlesbrough   |
| 2. Februar 1907 | Bristol Rovers       | 3:0      | FC Millwall        |
| 2. Februar 1907 | Burslem Port Vale    | 2:2      | Notts County       |
| 2. Februar 1907 | FC Bury              | 1:0      | New Brompton       |
| 2. Februar 1907 | Derby County         | 1:0      | Lincoln City       |
| 2. Februar 1907 | FC Fulham            | 0:0      | Crystal Palace     |
| 2. Februar 1907 | Luton Town           | 0:0      | AFC Sunderland     |
| 2. Februar 1907 | Oldham Athletic      | 0:1      | FC Liverpool       |
| 2. Februar 1907 | FC Southampton       | 1:1      | The Wednesday      |
| 2. Februar 1907 | West Bromwich Albion | 1:0      | Norwich City       |
| 2. Februar 1907 | West Ham United      | 1:2      | FC Everton         |
| 2. Februar 1907 | Woolwich Arsenal     | 2:1      | Bristol City       |

#### Wiederholungsspiele
| Datum            |                   | Ergebnis |                   |
| ---------------- | ----------------- | -------- | ----------------- |
| 6. Februar 1907  | Crystal Palace    | 1:0      | FC Fulham         |
| 6. Februar 1907  | Notts County      | 5:0      | Burslem Port Vale |
| 6. Februar 1907  | AFC Sunderland    | 1:0      | Luton Town        |
| 7. Februar 1907  | The Wednesday     | 3:1      | FC Southampton    |
| 7. Februar 1907  | Tottenham Hotspur | 1:1      | Blackburn Rovers  |
| 11. Februar 1907 | Tottenham Hotspur | 2:1      | Blackburn Rovers  |

### Dritte Hauptrunde
| Datum            |                      | Ergebnis |                   |
| ---------------- | -------------------- | -------- | ----------------- |
| 23. Februar 1907 | FC Barnsley          | 1:0      | FC Bury           |
| 23. Februar 1907 | Crystal Palace       | 1:1      | Brentford         |
| 23. Februar 1907 | FC Everton           | 0:0      | Bolton Wanderers  |
| 23. Februar 1907 | FC Liverpool         | 1:0      | Bradford City     |
| 23. Februar 1907 | Notts County         | 4:0      | Tottenham Hotspur |
| 23. Februar 1907 | The Wednesday        | 0:0      | AFC Sunderland    |
| 23. Februar 1907 | West Bromwich Albion | 2:0      | Derby County      |
| 23. Februar 1907 | Woolwich Arsenal     | 1:0      | Bristol Rovers    |

#### Wiederholungsspiele
| Datum            |                  | Ergebnis |                |
| ---------------- | ---------------- | -------- | -------------- |
| 27. Februar 1907 | Bolton Wanderers | 0:3      | FC Everton     |
| 27. Februar 1907 | FC Brentford     | 0:1      | Crystal Palace |
| 27. Februar 1907 | AFC Sunderland   | 0:1      | The Wednesday  |

### Vierte Hauptrunde
| Datum        |                      | Ergebnis |                  |
| ------------ | -------------------- | -------- | ---------------- |
| 9. März 1907 | FC Barnsley          | 1:2      | Woolwich Arsenal |
| 9. März 1907 | Crystal Palace       | 1:1      | FC Everton       |
| 9. März 1907 | The Wednesday        | 1:0      | FC Liverpool     |
| 9. März 1907 | West Bromwich Albion | 3:1      | Notts County     |

#### Wiederholungsspiel
| Datum         |            | Ergebnis |                |
| ------------- | ---------- | -------- | -------------- |
| 13. März 1907 | FC Everton | 4:0      | Crystal Palace |

### Halbfinale
Die beiden Spiele wurden am 23. März 1907 ausgetragen.
|               | Ergebnis |                      | Ort        |
| ------------- | -------- | -------------------- | ---------- |
| FC Everton    | 2:1      | West Bromwich Albion | Bolton     |
| The Wednesday | 3:1      | Woolwich Arsenal     | Birmingham |

### Finale
| The Wednesday                                      | The Wednesday | FC Everton | FC Everton |
| -------------------------------------------------- | --- | --- | ---------- |
| The Wednesday                                      | \| Finale \| \| Samstag, 20. April 1907 in London (Crystal Palace) \| \| Ergebnis: 2:1 (1:1) \| \| Zuschauer: 84.584 \| \| Schiedsrichter: N. Whittaker \| \| Spielbericht \|                     | \| Finale \| \| Samstag, 20. April 1907 in London (Crystal Palace) \| \| Ergebnis: 2:1 (1:1) \| \| Zuschauer: 84.584 \| \| Schiedsrichter: N. Whittaker \| \| Spielbericht \|    | FC Everton |
| The Wednesday                                      | Jack Lyall – Billy Layton, Harry Burton – Tom Brittleton, Tommy Crawshaw, Bill Bartlett – Harry Chapman, Frank Bradshaw, Andy Wilson, James Stewart, George Simpson Cheftrainer: Arthur Dickinson | Billy Scott – Billy Balmer, Bob Balmer – Harry Makepeace, Jack Taylor, Walter Abbott – Jack Sharp, Hugh Bolton, Sandy Young, Jimmy Settle, Harold Hardman Cheftrainer: Will Cuff | FC Everton |
| The Wednesday                                      | 1:0 James Stewart (20.) 2:1 George Simpson (86.) | 1:1 Jack Sharp (45.) | FC Everton |
| Finale                                             | | |            |
| Samstag, 20. April 1907 in London (Crystal Palace) | | |            |
| Ergebnis: 2:1 (1:1)                                | | |            |
| Zuschauer: 84.584                                  | | |            |
| Schiedsrichter: N. Whittaker                       | | |            |
| Spielbericht                                       | | |            |